# Kubilay Türkyılmaz
Kubilay "Kubi" Türkyilmaz (Turco: Kubilay Türkyılmaz; Bellinzona, 4 de março de 1967) é um ex-futebolista suíço com ascendência turca que militou na Eurocopa de 1996.
Até 2008, era o maior artilheiro de todos os tempos da Seleção Suíça juntamente com Max Abegglen, com 34 gols em 62 jogos entre 1988 e 2001,[carece de fontes?] quando foi superado por Alexander Frei. Em clubes, jogou por Bellinzona, Servette, Bologna, Galatasaray, Grasshopper, Locarno, Luzern, Brescia e Lugano.
Prejudicado por lesões, Türkyılmaz aposentou-se pela primeira vez dos gramados em 2001, aos 34 anos, não sem antes deixar sua marca, no jogo contra Luxemburgo, pelas Eliminatórias da Copa de 2002, torneio o qual a Suíça não conquistou a classificação. Antes, ele havia disputado um único torneio pela seleção: a Eurocopa de 1996, dois anos após a Copa de 1994, em que ele não foi convocado pelo técnico Roy Hodgson (que viria ser, posteriormente, treinador da Seleção Inglesa). Curiosamente, nunca enfrentou a Turquia, país onde sua família possui raízes, em 13 anos de carreira internacional.
Voltou a jogar em 2014, aos 46 anos, para ajudar o Bellinzona, que disputava a 2. Liga (sexta divisão). Encerrou definitivamente a carreira de jogador no ano seguinte.

## Títulos
Galatasaray
- Campeonato Turco de Futebol – 1993–94

Grasshopper
- Swiss Super League – 1995–96, 1997–98